# Кинегир
Кинегир (греч. Κυναίγειρος или Κυνέγειρος, лат. Cynaegeirus; погиб 12 сентября 490 года до н. э.) — афинский эвпатрид, брат драматурга Эсхила, герой Марафонской битвы. Погиб в схватке с персами и стал символом доблести в греческой культуре.

## Биография
Кинегир родился в Элевсине в аристократической семье. Его отца звали Евфорион, одним из братьев Кинегира был Эсхил, к моменту Марафонской битвы уже десять лет ставивший свои пьесы на афинской сцене, но ещё не снискавший успеха. Двое из племянников Кинегира тоже стали в последующем известными драматургами — Евфорион и Филокл (сын сестры, которую звали Филопейфо).
Дата рождения Кинегира неизвестна, но его брат Эсхил появился на свет в 525 году до н. э. Имя Кинегира упоминается в источниках в связи с только одним событием — сражением при Марафоне 12 сентября 490 года до н. э. Там эллинская пехота заставила персов бежать на свои корабли. Согласно одному свидетельству Плутарха, Кинегир участвовал в этом сражении в качестве стратега, но подтверждений этому нет. Во время финальной схватки Кинегир схватился рукой за изогнутую часть кормы одного из вражеских кораблей, пытаясь его удержать, но кто-то из персов отрубил ему эту руку секирой. Рана оказалась смертельной.
Эта героическая гибель стала в эллинской культуре символом доблести, проявленной при защите родины. Её много раз упоминают греческие ораторы; живописец Полигнот поместил Кинегира на свою картину, посвящённую Марафонскому сражению и выполненную для Расписной стои в Афинах в 460 году до н. э. Там этот герой Марафона изображён вместе с Эпизелом и полемархом Каллимахом У Марка Юниана Юстина дано детализированное и, видимо, приукрашенное описание подвига Кинегира: там фигурируют уже обе руки и «бесчисленное множество» персов, убитых в схватке.

Когда ему отрубили правую руку, он схватился за корабль левой. Потеряв и эту руку, он в конце концов удержал корабль зубами. Таково было мужество этого человека, что он не ослабел после стольких убийств, не был побеждён, потеряв обе руки, а, превратившись в обрубок, сражался зубами, как бешеное животное.— Марк Юниан Юстин. Эпитома сочинения Помпея Трога. II, 9.
Римские историки сравнивают с Кинегиром рядового армии Гая Юлия Цезаря Гая Ацилия, который в морском бою под Массилией в 49 году до н. э. ухватился правой рукой за борт корабля, а когда её отрубили, всё же запрыгнул на корабль и обратил врагов в бегство одним щитом. Русский поэт Бенедикт Лившиц упоминает Кинегира в своём стихотворении «Эсхил»: «…И челюстями брат, уже безрукий, за скользкую хватается корму».